# Tekst masorecki

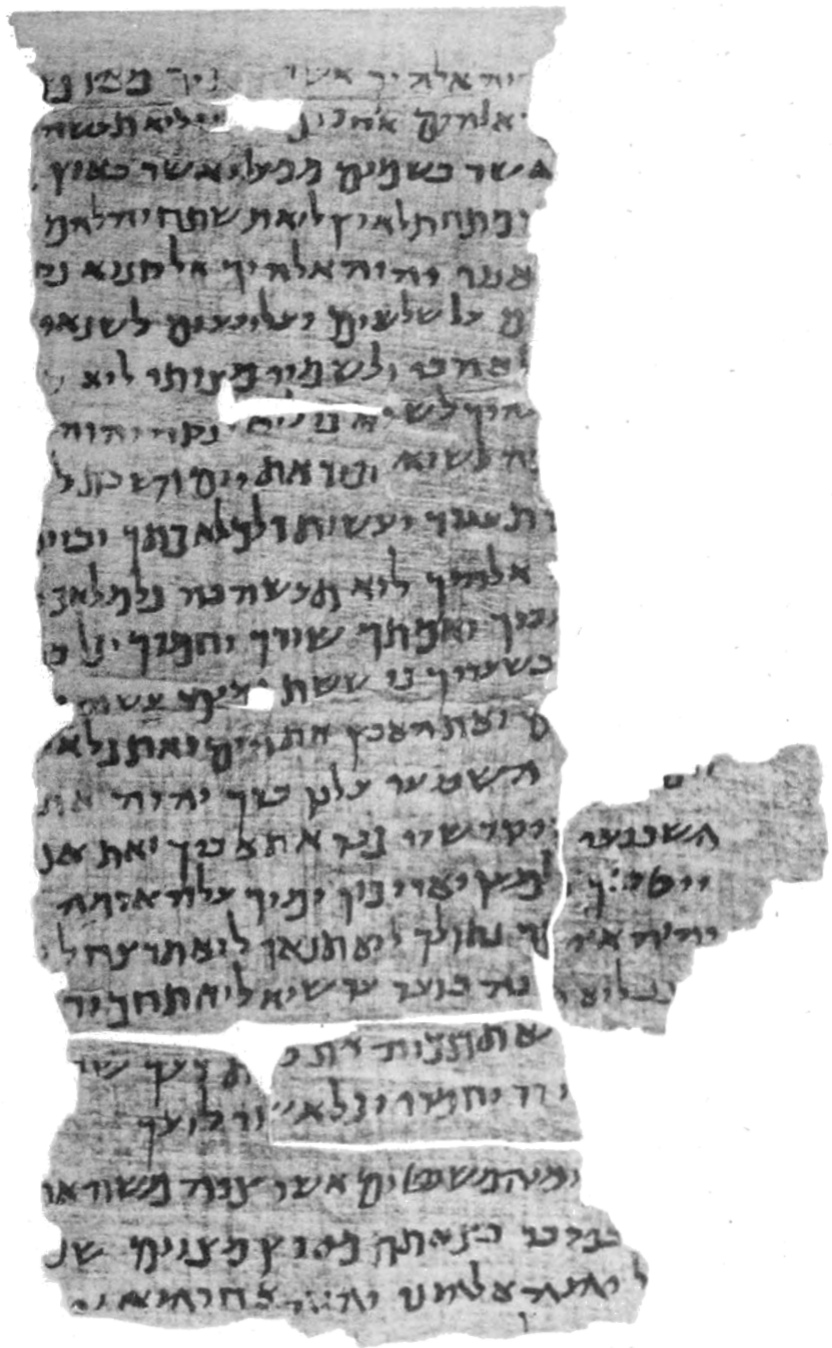
Papirus Nasha, pochodzący z II wieku p.n.e., zawierający tekst przedmasorecki

Tekst masorecki – ujednolicony tekst Biblii hebrajskiej, opracowany przez masoretów. Jest on zapisany przy pomocy liter spółgłoskowych oraz systemu znaków samogłoskowych w postaci kropek i kresek umieszczanych nad lub pod literami. Jego częścią integralną jest dodatkowy system oznaczeń w tekście nazywany masorą. W opracowaniach krytycznych oznaczany symbolem TM albo {\displaystyle {\mathfrak {M}}}.

## Powstanie tekstu masoreckiego

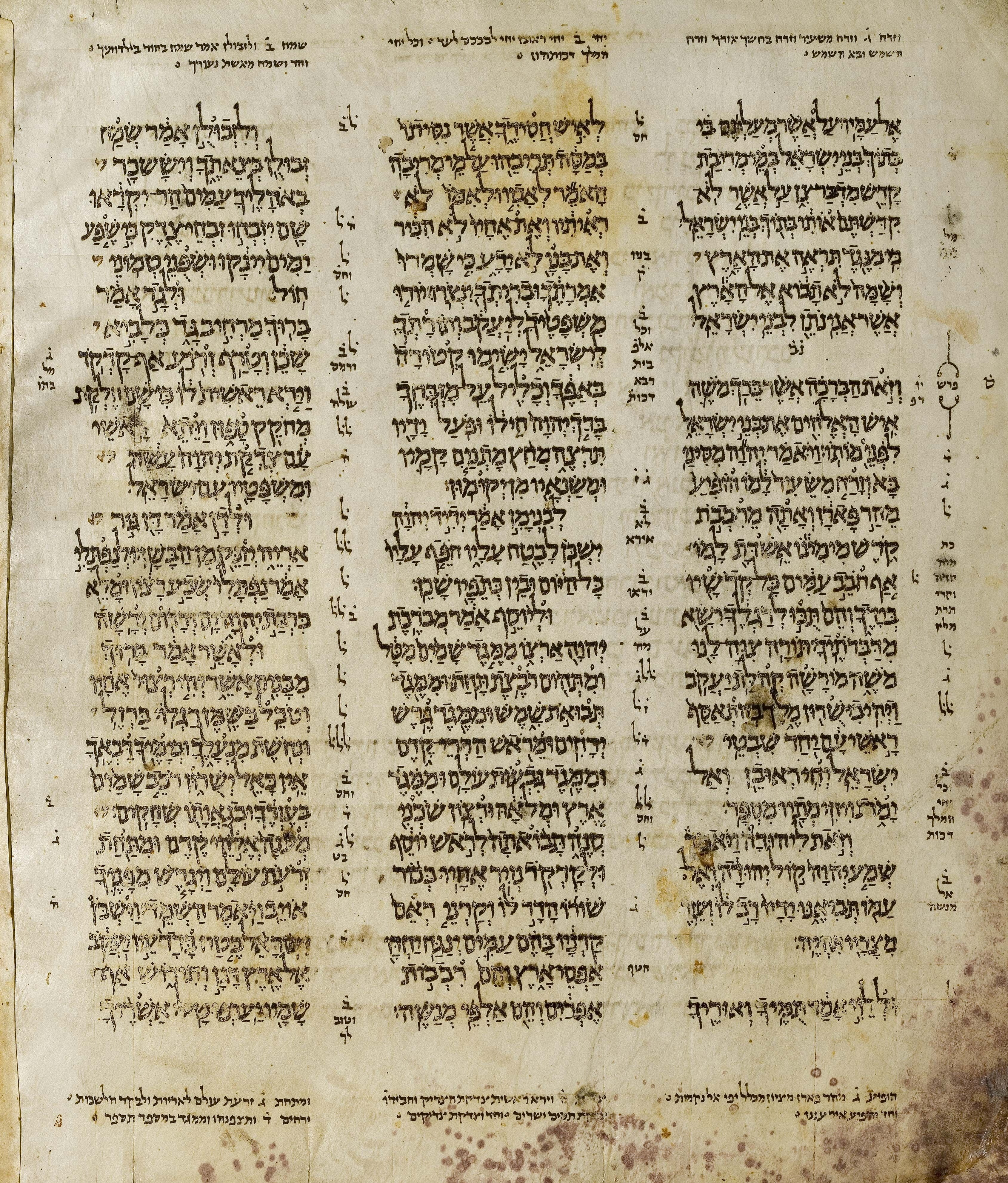
Kodeks z Aleppo, zawierający tekst masorecki z widoczną masorą

Pierwszymi kopistami, którzy od czasów Ezdrasza zajmowali się przepisywaniem poszczególnych ksiąg biblijnych, byli soferowie. Kopie tworzone przez nich nie były doskonałe, przez co do tekstu wkradały się mimowolne lub też świadome zmiany. A ponieważ w tych najstarszych kopiach tekst Biblii hebrajskiej nie był ujednolicany z innymi rękopisami, pomiędzy poszczególnymi manuskryptami występowały różnice. Współcześnie istnieje wśród uczonych przynajmniej kilka teorii wyjaśnienia zależności między różnymi rodzinami tekstu protomasoreckiego. Sprowadzają się one najogólniej do opcji: różne wersje tekstu pochodzą od jednego wspólnego „przodka” albo te różne wersje zostały z czasem uporządkowane w jedną „kanoniczną” formę.
Współczesna krytyka tekstualna Starego Testamentu różnych dostępnych aktualnie tekstów Biblii hebrajskiej prowadzi do wniosku, że w I wieku n.e. powstał wewnątrz judaizmu wyraźny ruch, mający za cel wybranie, skodyfikowanie i przekazanie dalej jednego, autorytatywnego tekstu świętych ksiąg. Starania o ustalenie jednolitego tekstu podjęto po domniemanym synodzie w Jamni, na którym ustalono kanon hebrajski. W Jamni miano również dokonać wyboru tekstów poszczególnych ksiąg spośród istniejących wówczas wersji hebrajskich tekstów biblijnych. Zgodnie z tym wyborem odtąd w kulcie synagogalnym i nauczaniu religijnym należało się posługiwać wyłącznie nimi. Wybrane wówczas wersje tekstów stały się podstawą tekstu masoreckiego, a inne wersje tekstów Biblii hebrajskiej, odbiegające od przyjętego kanonu, miały zostać złożone w genizach synagog.
Pierwsze ustalenia dotyczące pierwotnego tekstu Biblii poczynił Akiba ben Josef (50–137). Zaczęto je traktować jako niepodważalne, przez co stały się one wersjami obowiązującymi. Wtedy też kopiści zaczęli uważać spółgłoskowy tekst Biblii za nienaruszalny. W tekście pojawiły się jedynie uwagi (qerê – ketîb), wskazujące, jak należy dane słowo wymawiać (qerê), jeżeli wymowa różni się od tekstu pisanego (ketîb). W tym wczesnym okresie zaczęto również zliczać poszczególne wiersze, wyrazy i litery tekstu Pisma Świętego.
Tekst podzielono po pierwsze na otwarte i zamknięte paragrafy (w zależności od tego, czy zaczyna się on od nowej linii czy nie; oznaczane odpowiednio: פ i ס). Dokonano także innego podziału, ze względu na perykopy liturgiczne: zwane sederami (wg tradycji palestyńskiej, gdzie całą Torę czytało się w ciągu 3 lat) oraz paraszami (wg tradycji babilońskiej, gdzie czytano Torę w ciągu jednego roku).
Gdy w 135 roku n.e. upadło powstanie Bar-Kochby, część żydowskich uczonych wyemigrowała do Babilonii, gdzie założyli akademie biblijne m.in. w Nehardei i Surze. Podobne szkoły biblijne powstały również na terenie Palestyny w Cezarei, Tyberiadzie i Seforis. Pracę nad przekazem tekstu Biblii kontynuowali tannaici (od I do początku III wieku) oraz amoraici (do początku VI wieku). Opracowali oni między innymi zasady przepisywania ksiąg świętych tak, aby uniknąć wkradania się do tekstu błędów.
Ostatecznie więc treść oraz forma tekstu masoreckiego były przekazywane przez rabinów w długotrwałym procesie trwającym od I wieku do około 950 roku n.e., a przyjęte, opracowane i opatrzone komentarzami przez masoretów. Masoreci rozpoczęli swoją działalność w VII wieku. W celu zapewnienia możliwie dokładnego i bezbłędnego przekazu ci uczeni żydowscy umieszczali również dodatkowe komentarze w formie uwag marginesowych, zwanych masorą, oraz znaki samogłoskowe, które miały na celu unikanie nieporozumień w odczycie i interpretacji tekstu hebrajskiego.

## Masora
Masora dzieli się na: masora parva (mała) lub masora marginalis, czyli uwagi w tekście masoreckim zapisywane na marginesach lewym, prawym oraz między kolumnami; natomiast uwagi na górnym i dolnym marginesie to masora magna (duża).
Komentarze uzupełniające tekst Biblii nie były jednolite. Ze względu na różnice w wymowie oraz różne systemy graficznego przedstawiania samogłosek i akcentów masorę można podzielić na trzy główne gałęzie tradycji: babilońską, palestyńską oraz tyberiadzką. Odnalezione w genizie kairskiej manuskrypty z okresu VI–IX wieku oprócz masoreckiego tekstu spółgłoskowego mają dwa inne typy wokalizacji: wschodni (babiloński) oraz zachodni (palestyński) – oba (w odróżnieniu od tyberiadzkiego) zawierają system supralinearny, nadpisywany nad literami. Babilońska wersja przetrwała w Jemenie aż do XII–XIII wieku, palestyńska natomiast rozwinęła się w używaną w niektórych rękopisach samarytańskich z XII–XIV wieków.
Istnieją też ślady innych, mniej rozpowszechnionych tradycji. W ramach samej tradycji tyberiadzkiej (która ostatecznie przeważyła) funkcjonowały również różne odgałęzienia.
Szkoła tyberiadzka była dziełem dwóch rodów: ben Neftalich i ben Aszerów. Jedna i druga szkoła działała i rozwijała się w Tyberiadzie. Ostatecznie przyjął się tekst ben Aszera, na nim zostały oparte najstarsze ze znanych nam dzisiaj kodeksów (Leningradzki czy Aleppo), a potem drukowane wydania Biblii hebrajskiej.
Najstarszej znanej próby porównywania różnic między masorecką tradycją ben Aszera a ben Neftalego dokonał przed 1050 rokiem n.e. Mishael ben Uzzjel w swoim dziele Kithab al-Khilaf (po arabsku), Sefer ha-Hillufim (po hebrajsku). Ogromną liczba masoreckich komentarzy, zgromadzonych głównie na podstawie hiszpańskich rękopisów, można znaleźć w komentarzu krytycznym znanym jako Minhath Shai Salomona Jedidiaha Norziego ukończonym w 1626 i wydrukowanym w Mantua Bible w 1742 roku.

## Manuskrypty

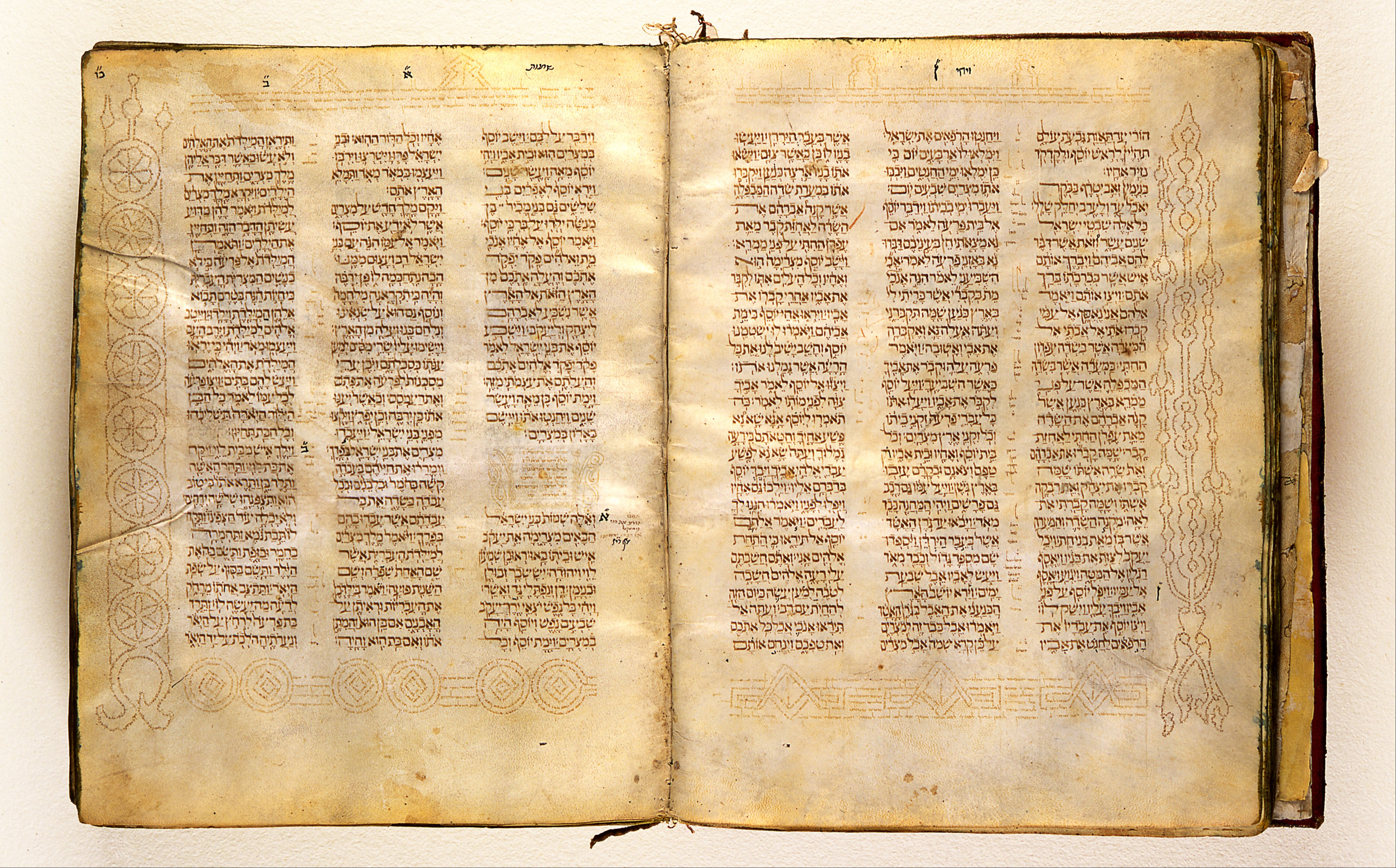
Kodeks z tekstem masoreckim pochodzący z XIII wieku z Hiszpanii. Widoczna końcówka Księgi Rodzaju i początek Księgi Wyjścia (fotografia wysokiej rozdzielczości)

W zasadzie nie zachowały się manuskrypty biblijne pochodzące z pierwszych sześciu wieków naszej ery, które łączyłyby zwoje odkryte w Qumran z najstarszymi rękopisami masoreckimi. Z przekazów znane są Codex Muggeh („poprawiony”), zagubiony kodeks, na który jako na źródło powołują się masoreci na początku X wieku, oraz Codex Hilleli pochodzący z około 600 roku n.e., który został zniszczony w 1197 roku w Hiszpanii, a którego kilka zdań zachowało się w literaturze rabinicznej.
Ważnym ogniwem łączącym Zwoje znad Morza Martwego z tekstem masoreckim jest pochodzący z okresu pomiędzy drugą połową I a IV wiekiem n.e. zwęglony Zwój z En Gedi. Został on odczytany w 2015 roku dzięki zastosowaniu mikrotomografii, a zawiera kilkadziesiąt linijek z tekstem pierwszego i drugiego rozdziału Księgi Kapłańskiej.
Rękopis londyński stanowiący jeden zwój wraz z rękopisem Ashkara-Gilsona II pochodzi z ok. 700 roku n.e. i zawiera rozdziały od 9 do 16 Księgi Wyjścia. Starszy z dwóch rękopisów z genizy kairskiej na który składają się fragmenty oznaczone T-S NS 3.21 i T-S NS 4.3 zawierające fragmenty Księgi Rodzaju pochodzi z ok. 800 roku n.e., młodszy zaś składa się z 19 fragmentów (wśród nich T-S NS 4.8) zawierających passusy z pierwszych pięciu ksiąg biblijnych pochodzi z ok. 900 roku n.e. Palimpsest MS Florence oznaczony numerem 74,17 pierwotnie zawierał tekst hebrajski datowany na X wiek. Manuskrypt będący w posiadaniu Biblioteki Kongresu Stanów Zjednoczonych pochodzi z Bliskiego Wschodu, z ok. 1000 roku n.e. Do najstarszych niemasoreckich zwojów Tory należą też dwa zwoje włoskie, Zwój 1 i Zwój 2, z których starszy datowany jest na ok. rok 1190, a młodszy na 1250.
W czasach współczesnych Benjamin Kennicott (1718–1783) znał 615 rękopisów masoreckich, którymi posłużył się do zebrania wariantów tekstu (Oxford 1776–1780), a Giovanni Bernado De Rossi (1742–1831) opublikował listę 731 manuskryptów (Parma 1784–1788). Do dziś zachowało się około 2000 rękopisów przekazujących tekst masorecki. Część z nich jest odpisem całego Starego Testamentu, a część przekazuje poszczególne księgi Biblii hebrajskiej. Zaledwie 4 manuskrypty pochodzą z IX lub X wieku, 4 kolejne z XI wieku, a 8 z XII wieku. Reszta manuskryptów została napisana pomiędzy XIII a XV wiekiem. Najstarszymi kodeksami reprezentującymi tekst masorecki są:
- Codex Orientales 4445 z IX/X wieku, zawierający tekst Rodzaju 39:20 do Powtórzonego Prawa 1:33 (z lukami),
- Kodeks Proroków z Kairu (C) z 895 roku n.e.,
- Codex Babylonicus Petropolitanus (VP) z 916 roku n.e., zawierający wielkich i małych proroków,
- Kodeks z Aleppo (A) z 930 roku n.e.,
- Damascus Keter, prawie kompletny Pentateuch z X wieku,
- Codex Michigan z X wieku,
- Kodeks Leningradzki (B19A) z 1008 roku n.e.,
- Codex Reuchlinanus (Reuchlina) z 1105 roku, zawierający księgi prorockie, opracowany przez ben Naftalego.

## Puncta extraordinaria
Puncta extraordinaria (z łac. „niezwykłe miejsca”) albo nequdot (z hebr. „kropki”) to 15 miejsc w Biblii hebrajskiej zaznaczonych i wyróżnionych przez soferów kropkami lub kreskami. Niektóre z tych miejsc nie mają wpływu na tłumaczenie lub interpretację Pisma Świętego, inne natomiast są istotne.
Puncta extraordinaria oznaczone w tekście masoreckim występują w następujących miejscach: Rodzaju 16:5, 18:9, 19:33, 33:4, 37:12; Powtórzonego Prawa 29:29 (BT 29:28); Liczb 3:39, 9:10, 21:30, 29:15; 2 Samuela 19:19; Psalm 27:13; Izajasza 44:9; Ezechiela 41:20 oraz 46:22.
Właściwe znaczenie tych znaków jest kwestionowane. Niektórzy uważają, że te znaki wskazują na słowa, które zostały opuszczone w tekście. Inni uważają, że kropki wskazują frazy, które nie występowały w niektórych rękopisach i których czytanie jest wątpliwe. Jeszcze inni uważają, że kropki mają po prostu pomóc czytelnikowi pamiętać znaczenie tekstu związane z tymi słowami, a nadane przez starożytnych Hebrajczyków. Są też tacy, którzy twierdzą, że miejsca te zostały oznaczone dla ochrony przed usunięciem przez kopistów fraz w tekście hebrajskim, które na pierwszy rzut oka i po porównaniu z równoległymi fragmentami Pisma Świętego wydawały się zbędne.
Wszystkie 15 miejsc odnotowano w uwagach masora magna do tekstu masoreckiego Księgi Liczb 3:39.

## Charakterystyka
Porównanie rękopisu 1QIsaa, pochodzącego z około 125 roku p.n.e., a znalezionego wśród rękopisów z Qumran, wykazało dużą zgodność rękopisu z tekstem masoreckim. Około 60% manuskryptów biblijnych z Qumran jest zgodna z tekstem masoreckim.
W X wieku n.e. tekst masorecki stał się standardowym tekstem judaizmu zachodniego, a później również innych społeczności żydowskich.